# Закон на Кемпбъл
Законът на Кемпбъл е поговорка, развита от Доналд Т. Кемпбъл психолог и социолог, която гласи:
| „ | „Колкото повече всякакъв количествен социален индикатор е използван за вземането на социални решения, толкова повече предмет ще има за корупционен натиск и ще бъде по-подходящо да се деформира и корумпира социалният процес, който се наблюдава.“ | “ |

Законът на Кемпбъл  може да се разглежда като пример за ефект на кобрата (опитът за решение на проблема го влошава). Принципът на социалните науки в закона на Кемпбъл понякога се използва, за да се посочат негативните последици от тестовете високи залози в класните стаи в САЩ. Това може да бъде под формата на преподаване на изпита или директна измама.